# Faculdade de Serviço Social da Universidade de Luanda
O Faculdade de Serviço Social da Universidade de Luanda (FSS) é uma faculdade pública angolana sediada no bairro de Quificas, município de Talatona. É vinculada a Universidade de Luanda.
A FSS surgiu no bojo das reformas do ensino superior nacional, ocorridas em 2008/2009.
Possui os nomes históricos de "Instituto Superior de Serviço Social" (ISSS), e "Instituto Superior de Serviço Social de Angola" (ISSSA).

## Histórico
A FSS surgiu da necessidade de profissionalização da atuação do assistente social e do educador infantil em Angola, umas das poucas profissões sem carreira e formação definida no pós-guerra civil nacional.
Em 2009, por meio do decreto-lei n.° 7/09, de 12 de maio, aprovado pelo Conselho de Ministros, surge o Instituto Superior de Serviço Social.
Pelo decreto presidencial nº 285, de 29 de outubro de 2020 — que reorganiza a Rede de Instituições de Ensino Superior Pública de Angoala (RIPES) —, a referida instituição foi integrada a recém-formada Universidade de Luanda (UniLuanda), passando a denominar-se "Faculdade de Serviço Social da Universidade de Luanda" (FSS).

## Oferta formativa
A FSS tinha, em 2018, as seguintes ofertas formativas a nível de licenciatura:

### Licenciaturas
As licenciaturas ofertadas são:
- Serviço Social;
- Educação de Infância.